# Cayos Miskitos
Cayos Miskitos (en: Miskito Cays) är en ögrupp i Karibiska havet i kommunen Puerto Cabezas, Nicaragua. Ögruppen ingår dels i det havsbaserade biosfärområdet Caribe Nicaragüense och dels i det marinbiologiska reservatet Cayos Miskitos y Franja Costera Inmediata. De palmbeklädda öarna har fina vita sandstränder. Öarnas var tidigare bebodda, men en stor del av befolkningen omkom och husen utplånades 2007 av orkanen Felix.

## Geografi
Ögruppenbestår av 78 korallöar. De flesta är mycket små, men den största ön, Big Cay, är cirka 27 km2.

## Biosfärområde
Det 44,157 km2 stora biosfärområdet Caribe Nicaragüense skapades 2021. Det består dels av ett 5,027 km2 stort kärnområde runt Cayos Miskito, inklusive öarna, samt ett 39,130 km2 stort havsområde öster om kärnområdet.